# Політичне лідерство
Політичне лідерство в системі владних відносин посідає особливе місце. У лідерстві найбільше яскраво проявляється «видимість» влади, її наочність. Політичні лідери персоніфікують собою владу. Вони мають такий величезний вплив, що він не зрівнюється із впливом інших суб'єктів політики в цілому.
Феномен політичного лідерства завжди привертав увагу представників світової політичної думки. Нікколо Макіавеллі розглядав політичного лідера як володаря, здатного використати всі доступні засоби для збереження влади, наведення порядку. Томас Карлейль і Ральф Волдо Емерсон вважали лідера творцем історії, наділеним особливим талантом. Ідею політичного лідера як надлюдини сформулював Фрідріх Ніцше. На його думку, політичний лідер — це завжди сильна особистість, наділена всіма можливими достоїнствами, яка здатна нав'язати свою волю широким верствам. Габріель Тард розглядав феномен лідерства, виходячи з теорії наслідування. На його думку, люди схильні діяти, наслідуючи поведінку яскравої особистості, якою є лідер. Марксисти розглядають політичне лідерство у контексті історичної необхідності і класових інтересів. У такому розумінні лідер обслуговує інтереси класу, що висунув його на політичну арену.
У сучасній науці, за наявності спільності вихідних позицій, лідерство характеризується неоднозначно. Можна визначити наступні основні підходи до його трактування:
1. Лідерство — це різновид влади, специфікою якої є спрямованість зверху вниз, а також те, що її носієм виступає не більшість, а одна людина або група осіб. Політичне лідерство, пише Жан Блондель, — це «влада, здійснювана одним або декількома індивідами, для того, щоб спонукати членів націй до дій».
2. Лідерство — це управлінський статус, соціальна позиція, пов'язана із прийняттям рішень, це керівна посада. Така інтерпретація лідерства випливає зі структурно-функціонального підходу, що припускає розгляд суспільства як складної, ієрархічно організованої системи соціальних позицій і ролей. Заняття в цій системі позицій, пов'язаних з виконанням управлінських функцій (ролей), і дає людині статус лідера. Іншими словами, як відзначає Даунтон, лідерство — це «становище в суспільстві, що характеризується здатністю особи, що це становище займає, скеровувати й організовувати колективну поведінку деяких або всіх його членів».
3. Лідерство — це вплив на інших людей.